# Келлеровка
Ке́ллеровка (каз. Келлеров) — село у складі Тайиншинського району Північноказахстанської області Казахстану. Адміністративний центр Келлеровського сільського округу, раніше було центром ліквідованого Келлеровського району.
Населення — 2487 осіб (2021; 2663 у 2009, 3356 у 1999, 5087 у 1989).
Національний склад станом на 1989 рік:
- німці — 50 %.